# Sii Island
Sii Island är en ö i Kenya.   Den ligger i länet Kwale, i den södra delen av landet, 500 km sydost om huvudstaden Nairobi. Arean är 2,8 kvadratkilometer.
Terrängen på Sii Island är mycket platt. Öns högsta punkt är 21 meter över havet. Den sträcker sig 2,0 kilometer i nord-sydlig riktning, och 3,0 kilometer i öst-västlig riktning.